# Franklin (Wirginia)
Franklin – miasto w Stanach Zjednoczonych, w stanie Wirginia. Według danych z 2005 roku liczyło 8594 mieszkańców.
Słynie głównie z młyna papierniczego.